# Cussy-en-Morvan
Cussy-en-Morvan és un municipi francès, situat al departament de Saona i Loira i a la regió de Borgonya - Franc Comtat. L'any 2007 tenia 460 habitants.

## Demografia

### Població
El 2007 la població de fet de Cussy-en-Morvan era de 460 persones. Hi havia 228 famílies, de les quals 84 eren unipersonals (52 homes vivint sols i 32 dones vivint soles), 88 parelles sense fills, 48 parelles amb fills i 8 famílies monoparentals amb fills.
La població ha evolucionat segons el següent gràfic:
Habitants censats

### Habitatges
El 2007 hi havia 476 habitatges, 227 eren l'habitatge principal de la família, 228 eren segones residències i 21 estaven desocupats. 460 eren cases i 14 eren apartaments. Dels 227 habitatges principals, 184 estaven ocupats pels seus propietaris, 32 estaven llogats i ocupats pels llogaters i 11 estaven cedits a títol gratuït; 3 tenien una cambra, 20 en tenien dues, 44 en tenien tres, 81 en tenien quatre i 79 en tenien cinc o més. 178 habitatges disposaven pel capbaix d'una plaça de pàrquing. A 109 habitatges hi havia un automòbil i a 92 n'hi havia dos o més.

### Piràmide de població
La piràmide de població per edats i sexe el 2009 era:
| Homes | Edats   | Dones |
| ----- | ------- | ----- |
| 0     | 95 o +  | 0     |
| 0     | 90 a 94 | 16    |
| 0     | 85 a 89 | 4     |
| 8     | 80 a 84 | 8     |
| 16    | 75 a 79 | 28    |
| 28    | 70 a 74 | 16    |
| 8     | 65 a 69 | 16    |
| 16    | 60 a 64 | 16    |
| 16    | 55 a 59 | 16    |
| 16    | 50 a 54 | 20    |
| 44    | 45 a 49 | 12    |
| 4     | 40 a 44 | 16    |
| 8     | 35 a 39 | 24    |
| 8     | 30 a 34 | 8     |
| 0     | 25 a 29 | 0     |
| 8     | 20 a 24 | 4     |
| 12    | 15 a 19 | 12    |
| 24    | 10 a 14 | 24    |
| 20    | 5 a 9   | 12    |
| 12    | 0 a 4   | 8     |

## Economia
El 2007 la població en edat de treballar era de 274 persones, 173 eren actives i 101 eren inactives. De les 173 persones actives 143 estaven ocupades (84 homes i 59 dones) i 30 estaven aturades (18 homes i 12 dones). De les 101 persones inactives 50 estaven jubilades, 12 estaven estudiant i 39 estaven classificades com a «altres inactius».

### Ingressos
El 2009 a Cussy-en-Morvan hi havia 212 unitats fiscals que integraven 425 persones, la mediana anual d'ingressos fiscals per persona era de 15.268 €.

### Activitats econòmiques
Dels 17 establiments que hi havia el 2007, 6 eren d'empreses de construcció, 4 d'empreses de comerç i reparació d'automòbils, 1 d'una empresa de transport, 1 d'una empresa immobiliària, 2 d'empreses de serveis, 1 d'una entitat de l'administració pública i 2 d'empreses classificades com a «altres activitats de serveis».
Dels 8 establiments de servei als particulars que hi havia el 2009, 1 era una oficina de correu, 3 paletes, 1 guixaire pintor, 1 electricista, 1 perruqueria i 1 agència immobiliària.
L'únic establiment comercial que hi havia el 2009 era una botiga de menys de 120 m².
L'any 2000 a Cussy-en-Morvan hi havia 19 explotacions agrícoles que ocupaven un total de 1.068 hectàrees.

## Equipaments sanitaris i escolars
El 2009 hi havia una escola elemental integrada dins d'un grup escolar amb les comunes properes formant una escola dispersa.

## Poblacions més properes
El següent diagrama mostra les poblacions més properes.